# 残滓牛乳事件
残滓牛乳事件（ざんしぎゅうにゅうじけん、英語: Swill milk scandal）とは、19世紀中葉のアメリカ合衆国において、牛の不衛生な飼育環境や牛乳に不正な物質が混入されていることがニューヨーク・タイムズの新聞報道で判明した事件である。

## 前史
ウシなどの動物の乳はpH（水素イオン指数）がほぼ中性であり、タンパク質、脂質、糖質などの栄養分に富んでいる。この利点は、人間のみならず微生物にも当てはまり、乳は腐敗しやすい食品の1つとされている。1750年代から1800年代の牛乳や乳製品は、移民が家畜として連れてきた牛によって自家消費分が細々と作られていた。ニューヨーク市における乳業の興りは1806年ごろとされ、牛乳が入れられた桶や缶から量り売りされていた。アメリカ合衆国の乳産業において、生乳に含まれている微生物（バクテリアなど）を加熱殺菌するパスチャライゼーションが商業的規模で導入されたのは1900年代初頭とされている。パスチャライゼーションで処理された牛乳、「パスチャライズド牛乳 (pasteurized milk) 」や食品を冷温で比較的長期間保存するための冷蔵庫がアメリカ国内で普及する以前、牛乳は食中毒による死亡などの危険ととなり合わせの致死的な飲み物であった。そのような牛乳の危険性は加熱殺菌が十分になされていないという事情のほか、牛の飼育環境に由来するものが存在していた。ニューヨーク州の沿岸部では19世紀前半から都市部への人口の流入が進み、1840年代になると、ニューヨーク市の人口は約30万人、ボストン市は約10万人を数えた。こうした人口の増加が牛乳の流通構造の変化を生じさせた。1840年前後のニューヨーク州では、酪農場は市街地から12 - 14マイルに点在し、乳牛の飼育頭数は多くとも40頭前後であり、酪農業者自身または販売を委託された小売業者が馬車による行商を行っていた。1840年代後半には、都市人口の牛乳への需要を満たすためオレンジ郡や隣州のニュージャージーなどの農村部で生産された牛乳が鉄道を通して供給され、牛乳生産地の拡大が見られた。1850年前後のニューヨーク市では、酪農業と小売業の分化が進んでいた。酪農業の初期投資は比較的重い一方、牛乳の製造と販売の利益が多かったため、牛乳小売業への新規参入が増加し過当競争が生じた。小売業者の濫立は牛乳の品質の悪化（牛乳の容器にはたいてい蓋は付いていなかった）を招いた。ニューヨーク市などの都市部では主に貧困層向けの廉価な牛乳を蒸留酒業者が所有していた酪農場で生産されていたが、牛の飼育環境や牛乳の品質はきわめて劣悪なものであった。

## ニューヨーク・タイムズによる報道

### 概要
1853年1月22日、ニューヨーク・タイムズは『ビンの中に死がある (DEATH IN THE JUG.) 』の見出しでニューヨークで消費されている牛乳の実態について報道した。同記事では、社会運動家であり、『ニューヨークおよびその近辺における乳業 (The Milk Trade in New York and its Vicinity.) 』の著者であるジョン・マレイリーの協力の下、蒸留酒業者所有の酪農場で飼育されている乳牛の飼育環境について詳細な内容が報じられている。
蒸留酒業者が所有する酪農場で飼育されている牛は、一般的に、「暗い広大な牛舎で飼われていて、蒸留した際に残った穀物の熱い潰れた滓を食べていた」 とされる。乳牛の飼料としての残滓の利用の始まりは1830年代にさかのぼる。1830年代のニューヨークとブルックリンでは約1万8000頭の牛が飼育されており、飼料として、残滓（蒸留粕）が恒常的に与えられていた。マレイリーの試算では、ニューヨーク市だけで約4000頭の牛が蒸留酒の残滓を飼料として与えられていたと報告している。また、同記事には1852年当時のニューヨーク市内における一日当たりの牛乳需給量のデータが掲載されている。その内訳は農村部からの移入量:約230万ガロン、都市部の生産量:約450万ガロンの合計約680万ガロンに対し、同年の実消費量は約750万ガロンと推計されており、約70万ガロンの牛乳以外の何かの液体が混入しているとの見解が掲載されている。牛乳の需要は都市化に従い年々増加していたが、こうした状況の中、売り手の中には、売上のために牛乳に水（その多くは殺菌されていない汚水）などの混ぜものを行う者が現れた。こうした汚水などで水増しされた「汚水牛乳 (slop milk) 」や不衛生な環境の下、蒸留酒の残滓で育てられた牛の「残滓牛乳 (swill milk) 」は、「田舎の牛乳」や「純粋オレンジ郡産牛乳」などの名称が用いられ一般の牛乳と偽って販売されていた。これらの牛乳は安全性に疑問が残されるものであり、ニューヨーク市の衛生検査官の見解として、都市部で生産された牛乳の少なくとも3分の2が実際の利用に堪えられない品質であったと記事は報じている。

### 汚染の実態
ニューヨーク州の都市部で販売されていた牛乳は、「残滓を卸売する蒸留酒業者、…残滓を用いて牛の価値を貶めさせている家畜業者、…そして、家々の軒先で化膿物を吐き出す牛乳配達人…」 などにより汚染されていた。こうした牛乳の品質や食品表示に関する問題は、生産者である酪農業者だけではなく小売業者までをも含めた流通全体にまたがる性質を有していた。記事では、マレイリーが挙げる例証として、ニューヨーク市内最大の酪農業者であるジョンソン商会が所有する酪農場と小売業者による牛乳の水増しの実態について報告している。ジョンソン商会所有の酪農場はマンハッタンの10番街と西16丁目付近に所在しており、夏季にはひどい悪臭が周囲に漂うために付近の住民が一時的に退避せざるを得ず、市の衛生検査官に苦情が多く寄せられる状況であった。悪臭の発生源とみなされていた酪農場で飼育されていた牛はより劣悪な環境に置かれており、「飼育されていた6、700頭の牛は不潔な牛舎に押し込まれていて、糞が固まっている床に横になる時以外、残滓の入った飼養桶の前にほぼ絶えず立たされ」 ていた。また、生乳を入れる牛乳缶は洗浄されず、乳搾りに携わる者は手を洗うという観念を有しておらず、生乳に混入した汚染物を指で取り除くなどの不衛生な環境で飼育され、蒸留酒の製造の際に副産物として生じる残滓を与えられた牛の牛乳は、さらに酪農業者自身や小売業者の手によって水増しされ、一般の消費者の口に運ばれていた。

## 影響

### 行政の対応
残滓牛乳が市場に流通している問題に対し、ニューヨーク市は衛生委員会に専門の委員会を設置し、酪農場の調査に当たった。しかし、その調査は形式的なものとされ、市内最大の酪農場であるジョンソン商会に委員会の調査が入った際には、記者の立ち入りに対し消極的な姿勢を示し、実際の調査では問題の残滓牛乳の痕跡や病気の牛が発見できなかったために、酪農業者側に調査の日時が事前に伝えられているのではないかという疑惑も生じた。また、調査委員会の委員長を務めるマイケル・トゥーミーは、個人的に行った調査の結果、残滓牛乳は一般の牛乳と同じく子供に与えても良いと断言するなど、政治の対応が疑問視された。その政治姿勢は『フランク・レスリーの絵入り新聞』などのマスメディアで揶揄され、「残滓牛乳（スウィル・ミルク）のトゥーミー」と渾名されたといわれている。
1860年に出版されたニューヨーク市の人口動態と衛生行政に関する都市監察官年報では、「有害な存在である残滓牛乳〔の生産〕は、わずかに減少するでもなく、また減少の見込みもなく、厳格な手段が採られなければ、今後も続いていく」見方を示している。
行政の対策が進まない中、1870年代から1880年代までの間に残滓牛乳はニューヨークだけに限らず「サンフランシスコ、シカゴ、フィラデルフィアのようなほかの都市にまで販路が広がった」 とされている。

### 食品恐慌

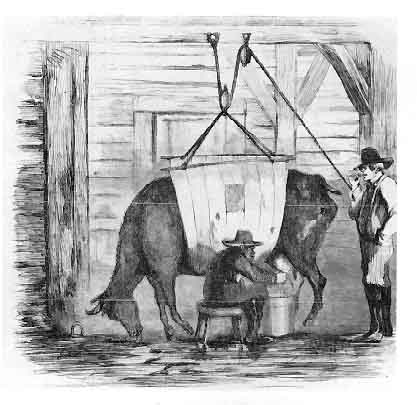
残滓牛乳事件を報じる『フランク・レスリーの絵入り新聞』 (1858年)

都市部における牛乳の消費者のうち、子供に与えるために牛乳を購入していた母親達は、「オレンジ郡、ウェストチェスター、コネチカットから直接仕入れている、いつもの牛乳屋」を信用していただろうと記事は報じた。1853年の残滓牛乳事件が新聞で広く報道されると、消費者が日常的に飲食する食品に対する大衆の疑念が向き始めた。新聞によって食品に対する数多くの混ぜ物工作が報道された結果（例えば硫酸入りの偽ビネガーなど）、「市民が飲食する食品の10分の9が見かけ倒しではないかという疑念」が生じるようになった。問題への対応が十分でない中で、こうした人々を恐慌状態に陥れるようなセンセーショナルな新聞報道の結果、「読者は混ぜ物工作の話にうんざりし、それに対する闘いは結局何も行われ」 なくなった。

## その後
残滓牛乳の問題が解決したのは、19世紀末期であり、乳業における低温加熱殺菌法の導入、牛乳瓶などの小口梱包技術の発明、効果的な規制手段の確立を待たねばならなかった。

### 品質管理
1867年にはニューヨーク市とオレンジ郡を結ぶ鉄道において牛乳輸送専用の冷蔵車が導入され、これが牛乳の冷温管理の端緒とされている。1890年にはステファン・モールトン・バブコックによって、牛乳に含まれている乳脂肪量を検査するバブコック法（乳脂肪検定法）が発明された。この検定法の発明により、食品行政の点では牛乳の成分調査が簡易化されたほか、従来、重視されてきた牛乳の「容量」に代わり生乳の「乳脂肪量」が新たな価格形成の主体となり、商取引の発展につながった。
また、19世紀後半にはロベルト・コッホやルイ・パスツールらによって細菌学が確立され、水分、脂質といった牛乳の成分に着目した成分検査から近代的な細菌検査の道が開かれることとなった。1892年にはボストン市で初めて細菌検査が制度化され、1900年前後には全米の主要都市で細菌検査に関する規則が確立された。

### 食品行政の確立
1856年にマサチューセッツ州において制定された、混ぜ物が施された牛乳の販売を禁止する州法 (Massachusetts Act of 1856) が牛乳に対する初の食品行政の試みとされ、1850年代後半から1860年代前半にかけて、ニューヨーク州やニューイングランド諸州において、市の衛生当局による乳牛の健康調査、残滓（蒸留粕）の施肥禁止などの食品監督行政が行われるようになった。ニューヨーク市における汚水牛乳や残滓牛乳などの偽和牛乳 (adulterated milk) の販売禁止命令は1870年代前半まで複数回発令された。1876年には、ニューヨーク市衛生局に牛乳に対する加水の有無を検査するラクトメーター（乳脂比重計）が利用され、汚染牛乳の摘発を行う牛乳検査官制度が導入された。

### 和書
- 伊藤肇躬『乳製品製造学 ミルクの栄養・機能性と科学的性状および乳製品製造法とその原理について』光琳、2004年。ISBN 4771200297。
- 和田, 輝宣; 長野, 実 (1978), “アメリカ合衆国における乳業の展開過程--1920年代までについて”, 拓植学研究 通11・12:  pp. p42~48, ISSN 03889262
- 長野, 実; 和田, 輝宣 (1978-03), “乳業関係法規に関する研究-2-アメリカ合衆国における乳業行政の1850年代から1923年までの経緯について”, 日本大学農獣医学部学術研究報告 / 日本大学農獣医学会 通33:  pp. pp.405–418, ISSN 0078-0839

### 翻訳書
- ビー・ウィルソン『食品偽装の歴史』白水社、2009年。ISBN 9784560080146。